# Friedrich Mücke
Friedrich Mücke, né le 12 mars 1981 à Berlin, est un acteur allemand.
Il est apparu dans plus d'une vingtaine de films depuis 2006, dont beaucoup ont abordé des questions relatives à l'ancienne RDA.

## Filmographie partielle
- 2010 : Friendship!
- 2011 : What a Man
- 2012 : Russendisko
- 2012 : Ludwig II. : Richard Hornig
- 2014 : Vaterfreuden
- 2015 : Weinberg
- 2016 : Coup de foudre par SMS (SMS für Dich)
- 2016 : Robbi, Tobbi und das Fliewatüüt : Sir Joshua
- 2018 : Le Vent de la liberté (Ballon) : Peter Strelzyk
- 2019 : Wie gut ist deine Beziehung? : Steve
- 2020 : Wunderschön : Milan

## Récompenses et distinctions
- 2010 : Bavarian Film Awards : prix du meilleur espoir pour son rôle dans Friendship![1].